# Aliens vs. Predator: Extinction
Pour les articles homonymes, voir Aliens vs. Predator.
Aliens vs. Predator: Extinction est un jeu vidéo sorti en 2003 sur PlayStation 2 et Xbox.

## Déroulement du jeu
Le jeu se passe sur une planète lointaine de nom de code LV-742. Le joueur peut contrôler au choix un « marines », un « Predator » ou un « Alien ». Chaque race a sa spécialité : le « marines » doit sa force à sa puissance de feu, le « Predator » à son camouflage et à sa technologie et l'« Alien » à sa capacité à se déplacer en nombre.

## Système de jeu
Le jeu est un STR (jeu de stratégie en temps réel), nouveauté dans la saga « alien/predator », le gameplay est pensé pour les consoles (généralement ce type de jeu se joue sur PC, avec la souris et le clavier — plus précis que la manette). Chaque race a ses propres unités et évolutions : l'« alien » doit trouver des « hôtes » pour augmenter ses troupes (humains, « predators » et faune locale), alors que les « predators » doivent prendre des crânes pour gagner des points, et les humains réactiver des machines pour le minerai et protéger les civils.

## Accueil
| Aliens vs. Predator : Extinction |      |       |
| Média                            | Pays | Notes |
| GameSpot                         | US   | 72 %  |
| Jeuxvideo.com                    | FR   | 10/20 |

Le jeu était d'une qualité graphique très aléatoire à sa sortie et souffrait d'un gameplay lourd ; le principal point positif est le fait qu'il y ait des différences entre les races.